# 上山堅義
上山 堅義（うえやま けんよし、1933年または1934年 - 2022年 <令和4年> 5月12日）は、日本の地方公務員。大阪府下水道課長、同水道部長を歴任。瑞宝小綬章受章。位階は従五位。

## 人物・経歴
大阪府庁入庁。1982年 (昭和57年) 度 第4代下水道課長。当時の府下水道課は財政難のため下水道整備が進まず、府端部の島本町、河内長野市、岬町などからは「一体何年待てばいいのか」と詰め寄られる程の状態だった。また同年は大和川流域の大水害が発生し、同川に流入する今井戸川と、その河口部にあり用地買収に着手したばかりだった今池処理場双方との対応に追われた。1988年4月 藤井義苗の後任として水道部長。1991年4月 退職。
2022年5月 死去。

## 栄典
- 2016年 春の叙勲で地方自治功労により瑞宝小綬章を受章[1]
- 死没日付をもって叙従五位[2]

## 著書
「下水道整備による猪名川の水質保全効果」(月刊下水道 1984年3月号) 